# Skoler Beskiden
Die Skoler Beskiden (ukrainisch Сколівські Бескиди/Skoliwski Beskydy; russisch Сколевские Бескиды/Skolewskije Beskidy, polnisch Beskidy Skolskie) sind ein Gebirgszug in der Ukraine. Er befindet sich im südlichen Teil der Oblast Lwiw, großteils nordwestlich der namensgebenden Stadt Skole, das Bergland erstreckt sich auf einer Höhe von 600 bis 1260 m (höchste Erhebung Paraschka/Парашка). Im Südosten schließt sich der Gorgany als Gebirgszug an, nordwestlich die Hochdnister-Beskiden.
Der Nationalpark Skoler Beskiden erstreckt sich über große Teile des Gebirges, er wurde am 11. Februar 1999 gegründet.

Lagekarte des Gebirges - c2